# Dick Eve
Richmond Cavill "Dick" Eve, född 19 mars 1901, död 13 mars 1970, var en australisk simhoppare som tävlade vid de olympiska sommarspelen 1924. Han vann där guldmedalj i raka hopp, samt slutade femma i tremeterssvikten.